# ヘッドクリーナー

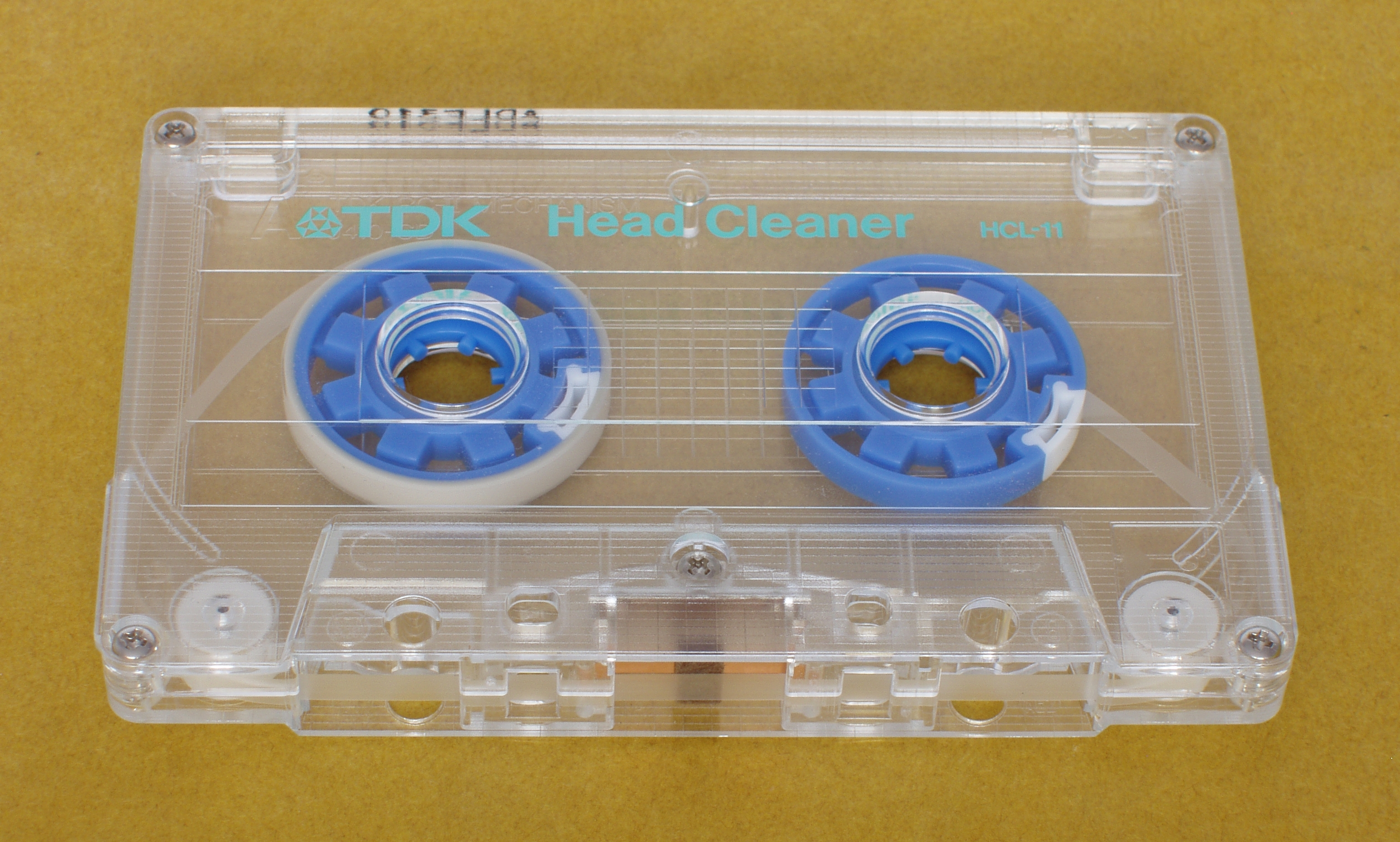
コンパクトカセット用ヘッドクリーナー（乾式）

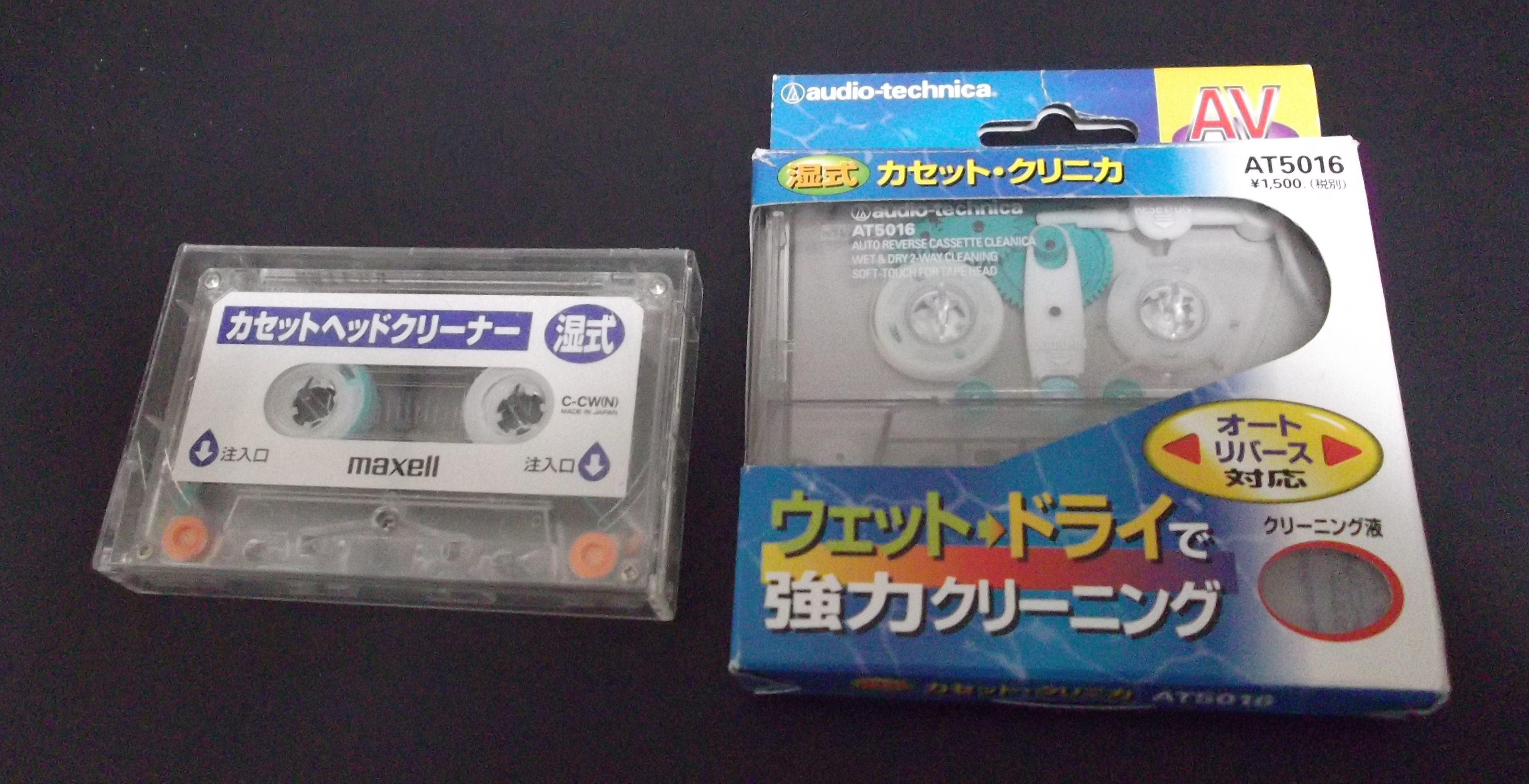
コンパクトカセット用ヘッドクリーナー（湿式）

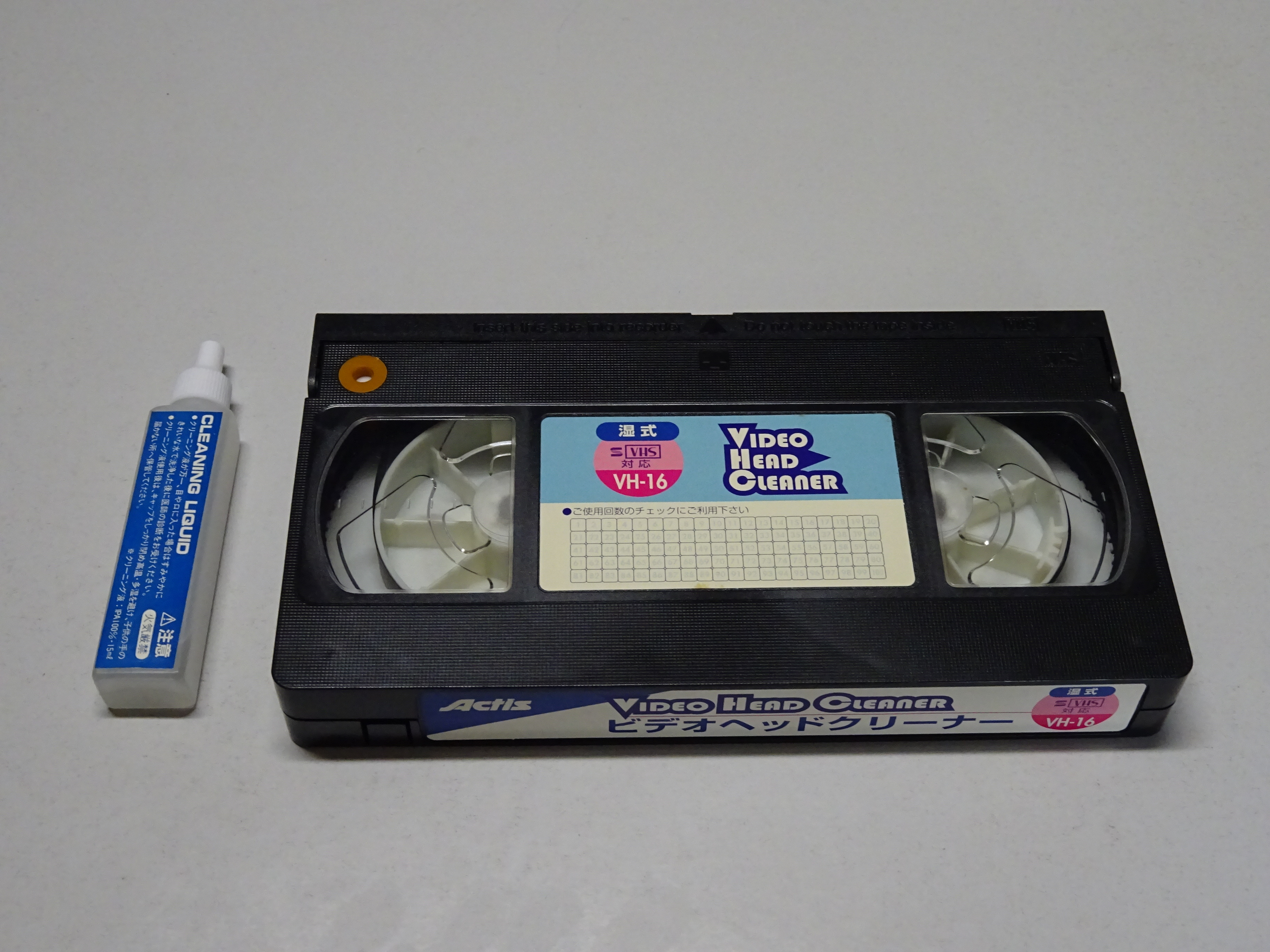
VHS用ヘッドクリーナー（湿式）

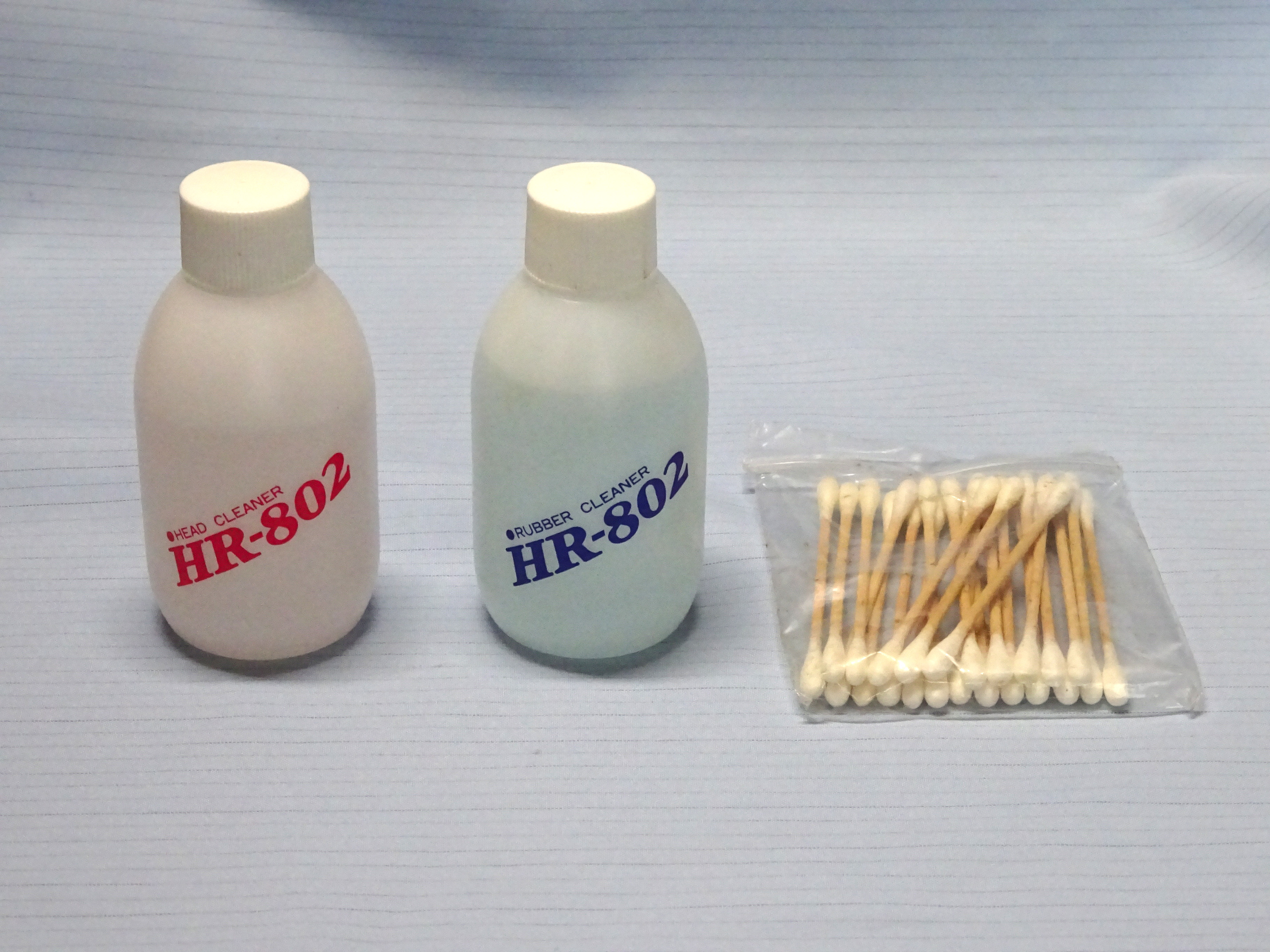
コンパクトカセット用クリーニングキット

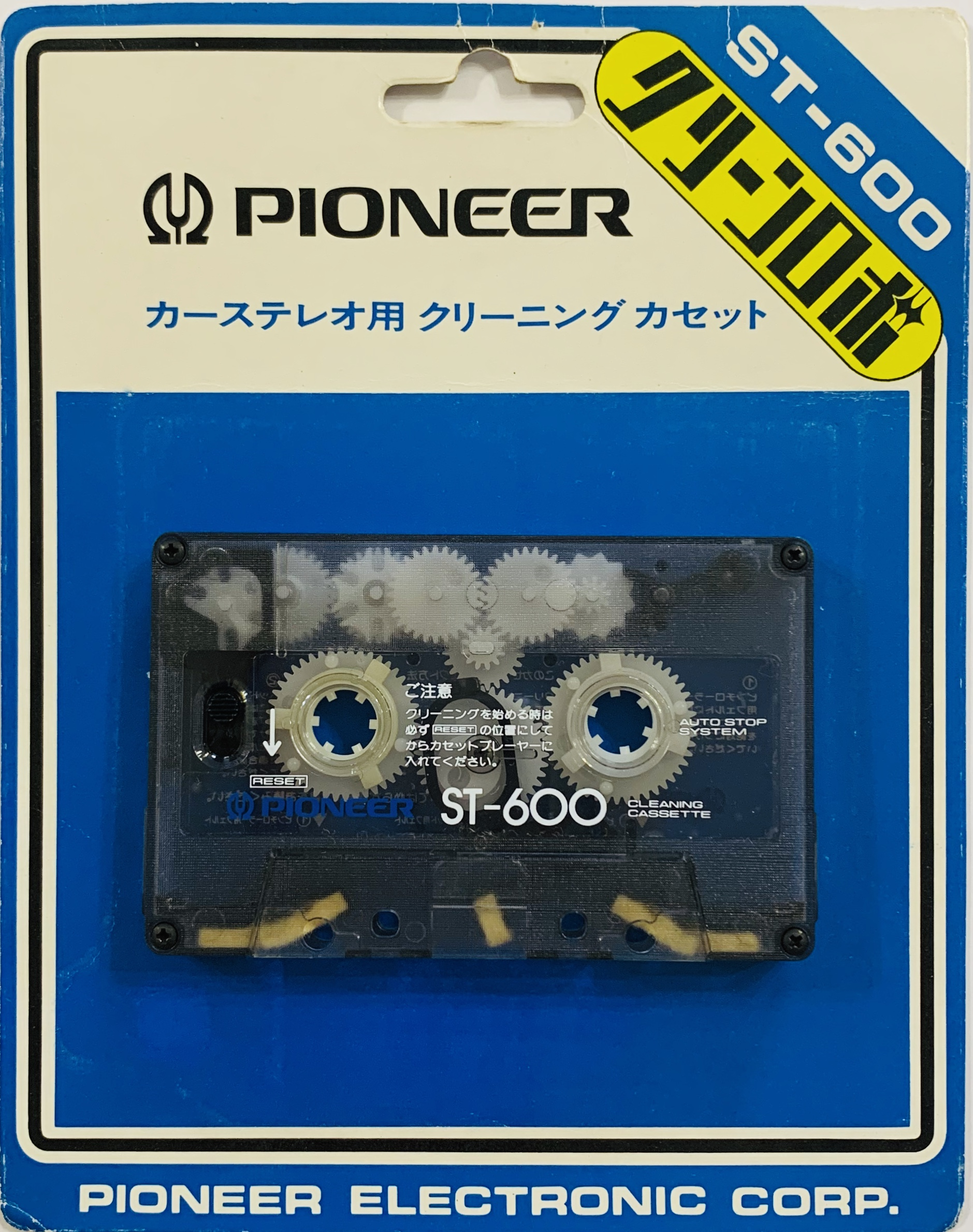
カーステレオ用 クリーニング カセット（湿式）

ヘッドクリーナーは、磁気テープ装置の記録（録音・録画）ヘッド・再生ヘッドをクリーニングするための用具である。

## ヘッドクリーニング
ビデオデッキ、テープレコーダーなどは定期的に正しいメンテナンスが必要である。ビデオカセット、コンパクトカセットなどの磁気テープに付着したゴミは、録音・録画・再生用の磁気ヘッドに付着し、信号を劣化させることがある。ヘッドクリーニングには特殊な布か綿棒、クリーニングテープ/カセットのどちらかまたは両方が用いられ、記録用ヘッド（録音/録画用ヘッド）のよごれを取り除く。
このクリーニングはビデオデッキは1000時間に一度カセットテープは10時間ごととなっている。
ちなみに回数は150～200とされている

## クリーニング液
ビデオヘッドのクリーニング液には下記のような溶剤が含まれるが、以下がすべてではない。
- フロン…ジクロロジフルオロメタン（オゾン層を破壊するため1995年に廃止）
- アルコールはヘッドとガイドローラーのクリーニングに効果的である。ふつう、イソプロピルアルコールか消毒用アルコールである。
- アセトンは効果的だが、プラスチックを侵す可能性がある。
- 亜硝酸アミル、その他の亜硝酸塩がビデオヘッドクリーナーとして販売されている。
- キシレンは効果的だが、プラスチックを侵す可能性がある。

## 乾式クリーナー
乾式クリーナーは、テープデッキに挿入し、短時間の再生動作をすることで記録用ヘッドを拭き上げ、よごれを取り除くカセットテープ形のクリーナー。これは装置の寿命を縮めることがあるので使いすぎるのは良くない。

## 湿式クリーナー
湿式クリーナーは、布テープにクリーニング液を含ませてから、テープデッキに挿入して短時間の再生動作をさせるカセットテープ形のクリーナー。